# Gymnothorax randalli
Gymnothorax randalli és una espècie de peix de la família dels murènids i de l'ordre dels anguil·liformes.

## Morfologia
Les femelles poden assolir els 36,3 cm de longitud total.

## Distribució geogràfica
Es troba a l'Índic i al Pacífic.